# Кетіна (Клуж)
Кетіна (рум. Cătina) — село у повіті Клуж в Румунії. Адміністративний центр комуни Кетіна.
Село розташоване на відстані 306 км на північний захід від Бухареста, 43 км на схід від Клуж-Напоки.

## Населення
За даними перепису населення 2002 року у селі проживали 914 осіб.
Національний склад населення села:
| Національність | Кількість осіб | Відсоток |
| -------------- | -------------- | -------- |
| румуни         | 713            | 78,0%    |
| угорці         | 157            | 17,2%    |
| цигани         | 44             | 4,8%     |

Рідною мовою назвали:
| Мова      | Кількість осіб | Відсоток |
| --------- | -------------- | -------- |
| румунська | 784            | 85,8%    |
| угорська  | 129            | 14,1%    |